# Zeke Bratkowski
(en) Statistiques sur pro-football-reference
Edmund Raymond Bratkowski, dit Zeke Bratkowski (né le 20 octobre 1931 à Danville (Illinois) et mort le 11 novembre 2019), est un joueur américain de football américain évoluant au poste de quarterback pour les Bears de Chicago, les Rams de Los Angeles et les Packers de Green Bay.
Entre 1954 et 1973, il joue pendant quatorze saisons en National Football League.

## Biographie
Débutant avec les Bears en 1954, Zeke Bratkowski est le remplaçant de George Blanda. Lors que ce dernier se blesse, Bratkowski le remplace et remporte les quatre dernières rencontre de la saison. Il rate les saisons 1955 et 1956 pour servir dans l'Air Force. Bratkowski revient en NFL en 1957, partageant le temps de jeu avec Ed Brown.
Échangé aux Rams de Los Angeles en mars 1961, il joue deux saisons avec l'équipe avant d'être recruté en octobre 1963 par Vince Lombardi pour devenir le remplaçant de Bart Starr. Lors des séries éliminatoires en 1965, le 26 décembre au Lambeau Field, Zeke Bratkowski entre sur le terrain contre les Colts de Baltimore en remplacement de Starr, blessé, et est un artisan de la victoire après prolongation sur le score de 13 à 10.
Après avoir pris sa retraite comme joueur professionnel de football américain, Bratkowski devient entraîneur, d'abord comme assistant chez les Packers et les Bears, puis comme entraîneur en titre des quarterbacks aux Colts, aux Jets, aux Browns et aux Eagles.

## Palmarès
- Vainqueur des Super Bowls I, II
- Champion NFL en 1965,  1966 et  1967
- Membre du Cercle d'Honneur de l'Université de Géorgie
- Membre du Hall of Fame de Floride–Géorgie
- Membre du Hall of Fame des Packers de Green Bay

## Statistiques
- 1 484 passes tentées
- 762 passes complétées
- 10 345 yards gagnés en passe
- 65 passes pour un touchdown
- 122 passes interceptées